# Üveges Gábor (politikus)
Üveges Gábor (Kazincbarcika, 1980. május 15. –) politikus, közszereplő; 2006 és 2024 között Hernádszentandrás polgármestere.

## Életpályája
Születésétől 10 éves koráig Kazincbarcikán élt, majd 1990-ben – édesanyja szülőfalujába – Hernádszentandrásra költöztek. 2022-től újra Kazincbarcikán él, nős, két gyermek (egy lány és egy fiú) édesapja.

Általános iskolai tanulmányait Kazincbarcikán és Ináncson végezte, majd 1998-ban az encsi Váci Mihály Gimnáziumban érettségizett. Ezt követően angol nyelvet tanult Londonban. 2004-ben a Miskolci Egyetemen diplomázott politológia szakon, s ugyanitt középiskolai tanári, és EU-szakértői képesítést is szerzett.

## Közéleti tevékenysége
2002 és 2006 között Hernádszentandrás alpolgármesterévé választották, 2004-től az Összefogás Hernádszentandrásért Alapítvány elnöke is lett, 2006-ban pedig elnyerte (független jelöltként) Hernádszentandrás polgármesteri tisztségét is; e posztra 2010-ben, 2014-ben és 2019-ben is újraválasztották.
Polgármesteri munkája mellett 2010-től 2024-ig az Encsi Többcélú Kistérségi Társulás elnökhelyettese. 2017-től 2018. június 8-i kilépéséig az Új Kezdet Párt tagja és választmányi elnöke, majd a Mindenki Magyarországa Mozgalom alapító tagja és alelnöke volt.
Számos hazai és nemzetközi konferencia előadója, önkormányzati és vidékfejlesztési tervezés szakmai tanácsadója.
A 2021-es magyarországi ellenzéki előválasztáson az MMM jelöltjeként indult és győzött, a DK, a Jobbik és az LMP támogatásával. A 2022-es országgyűlési választáson az ellenzék közös pártfüggetlen jelöltjeként indult. 
2022-ben kilépett az MMM-ből.
2024-ben nem indult újra Hernádszentandrás polgármesteri székéért.

## BioSzentandrás
BioSzentandrás – mint egy komplex térségi ökológiai gazdálkodási és szolgáltatási rendszer – ötletgazdája és létrehozója. A kezdeményezés 2013-ban Párizsban elnyerte az Európai Territoria Innovációs Díjat, 2015-ben pedig egyedüli magyarként bekerült a legjobb 16 közé az Európai Beruházási Bank által meghirdetett "szociális innovációk európai versenyén" Milánóban. 2019-ben az E.ON Energy Globe Magyarországi Díj átfogó nyertese. 
Mottó:
„Magyarországnak a VIDÉK az egyetlen tartaléka,az egyetlen hátországa, az újrakezdés földje.
Az a hely, ahol a csend tapintható, a természet egysége – melyet az emberi civilizáció szétzilált – még megteremthető,
az illatok és az ízek harmóniája napi valóság,ahová az Ember ösztönösen vágyódik,ahol az Embernek jó létezni…
Ez a VIDÉK valahol még létezik… Valahol már eltűnőben…
Rajtunk múlik, mi lesz vele… 
Rajtunk múlik, mit jelent majd a következő nemzedéknek…”

## Média
- 18+4 - Hernádszentandrás szolgálatában (Üveges Gábor, 2024): https://www.youtube.com/watch?v=-xRBrXSM2fs
- Jelen interjú 2024: https://jelen.media/kozelet/uveges-gabor-a-visszafordithatatlanul-szeteso-videket-latom-magam-elott/
- Kampányzáró beszéd (Üveges Gábor, 2022): https://www.youtube.com/watch?v=0TE-eg7OBHA
- "A Fidesz nem a vidék pártja, a Fidesz a vidék árulója" (Üveges Gábor, 2022): https://444.hu/2022/02/16/a-fidesz-nem-a-videk-partja-a-fidesz-a-videk-aruloja
- "Egy abaúji sikersztori és a politika" (Üveges Gábor, 2022): https://www.youtube.com/watch?v=VT4H21AWJqk&t=83s
- Valóság és hivatás (2018):  https://www.youtube.com/watch?v=8N2QDkuQve8&t=43s
- Privátszféra (Hír Tv, 2017): https://www.youtube.com/watch?v=vfx0mGOah3c&feature=share
- BioSzentandrásról Milánóban (2015): https://www.youtube.com/watch?v=Q8ZegT1B3dA&feature=youtu.be
- Hernád-völgyi Tehetségkutató Fesztiválok (2007-2023): https://youtu.be/-x1fZgQJ2QY?si=diiQmbSc4DVvAhUV

- Közszereplői Facebook-oldal